# Arcebispo de Iorque
Os arcebispos de Iorque são clérigos de alta patente na Igreja da Inglaterra, perdendo apenas para o arcebispo de Cantuária. O bispo diocesano da diocese de Iorque e da província metropolitana de Iorque, que abrange a porção norte da Inglaterra (norte do Trent), bem como a Ilha de Man. O arcebispo é um membro ex officio da Câmara dos Lordes e é denominado Primaz da Inglaterra (o arcebispo de Cantuária é Primaz de Toda a Inglaterra).
Seu trono é na catedral de Iorque, no centro de Iorque e sua residência oficial é o Palácio de Bishopthorpe, na aldeia de Bishopthorpe, fora de Iorque. 
O atual arcebispo é Stephen Cottrell, desde a confirmação de sua eleição em 9 de julho de 2020.

## História

### Período romano
Houve um bispo em Eboracum (Iorque romana) desde os primeiros tempos; durante a Idade Média, pensava-se que era uma das dioceses estabelecidas pelo lendário rei Lúcio. Sabe-se que os bispos de Iorque estiveram presentes nos concílios de Arles (Eborius) e Niceia (sem nome). No entanto, esta comunidade cristã primitiva foi posteriormente destruída pelos anglo-saxões pagãos e não há sucessão direta destes bispos para os pós-agostinianos.

### Idade Média
A diocese católica foi refundada por Paulino (um membro da missão de Agostinho), no século VII. Vilfredo era o mais notável entre os bispos primazes. Estes bispos no início atuaram como diocesanos, em vez de prelados diocesanos até o tempo de Egberto de Iorque, que recebeu o pálio do Papa Gregório III em 735 e estabeleceu direitos metropolitanos no norte. Até a invasão dinamarquesa os arcebispos da Cantuária, ocasionalmente, exerciam autoridade, e foi na conquista normanda que os arcebispos de Iorque afirmaram sua independência completa.
Na época da invasão normanda, Iorque tinha jurisdição sobre Worcester, Lichfield, e Lincoln, bem como nas dioceses das Ilhas do Norte e Escócia. Mas a três primeiras que acabamos de mencionar, foram obtidos por Iorque a partir de 1072. Em 1154 o bispo sufragâneo presenciara que as Ilhas de Man e Orkney foram transferidos para o arcebispo norueguês de Nidaros (Trondheim hoje), e em 1188 todas as dioceses escocesas, exceto Whithorn em Wigtownshire foram libertadas da sujeição à Iorque, de modo que apenas as dioceses de Whithorn, Durham, e Carlisle permaneceram sob controle dos arcebispos. Destes, Durham era praticamente independente, para os bispos-pontífices que eram pouco menos de soberanos em sua própria jurisdição. As Ilhas de Sodor e Man foram devolvidas a Iorque durante o século XIV, para compensar a perda de Whithorn à Igreja da Escócia.
Vários dos arcebispos de Iorque ocupavam cargos ministeriais do Lorde-chanceler da Inglaterra, participando de assuntos de Estado. Como Peter Heylyn (1600-1662) escreveu: "O senhor permite à Igreja oito santos, para a Igreja de Roma três cardeais, para o reino da Inglaterra 12 Lordes-chanceleres e dois Tesoureiros, e ao norte da Inglaterra dois Lordes-presidentes". O papel do bispado também foi complicado pelo conflito contínuo pela primazia da sé de Canterbury.

### Reforma
Na época da Reforma inglesa, Iorque possuía três bispos diocesanos, Durham, Carlisle, Sodor e Man, para que durante o breve espaço de reinado da rainha Maria I (1553-1558) pudesse ser adicionado a diocese de Chester, fundada por Henrique VIII, posteriormente reconhecida pelo Papa.
Até 1559 os bispos e arcebispos estavam em comunhão com o Papa em Roma. Mas não com o arcebispo de Iorque, junto com o resto da Igreja da Inglaterra, e membros da Comunhão Anglicana.
Walter de Grey comprou o lugar de Iorque em Londres, que após a queda do Cardeal Thomas Wolsey, foi renomeado para o Palácio de Whitehall. O arcebispo de Iorque é o bispo metropolitano da província de Iorque e é o mais jovem entre os dois arcebispos da Igreja da Inglaterra, depois de o arcebispo de Canterbury. Desde 05 de outubro de 2005, o titular é a maioria do Reverendíssimo Dr. John Sentamu.
O trono do arcebispo de York Minster, no centro de Iorque e sua residência oficial é palácio de Bishopthorpe, fora Iorque.
A província de Iorque inclui as 12 dioceses anglicanas do norte de Midlands, bem como a diocese de Southwell em Nottinghamshire e a diocese de Sodor e Man. O arcebispo é também um Lorde-spiritual ex officio da Câmara dos Lordes.